# Маячка (притока Казенного Торця)
Мая́чка — річка в Україні, ліва притока Казенного Торця (басейн Сіверського Дінця). Довжина 39 км. Площа водозбірного басейну 297 км². Похил 1,6 м/км. Долина коритоподібна.
Живиться за рахунок атмосферних опадів. Льодостав нестійкий (з грудня до початку березня). На Маячці створено низку штучних водоймищ, які використовують для рекреації, риборозведення та в господарських цілях. За 8 км від місця впадіння — Маячківське водосховище. У заплаві — лучно-солончакові ґрунти з фрагментами лучно-болотних. Має багато приток загальною довжиною бл. 10 км.
Бере початок поблизу села Андріївка. Тече територією Краматорської міської ради Донецької області. Впадає до Казенного Торця в Краматорську.